# Cottereau

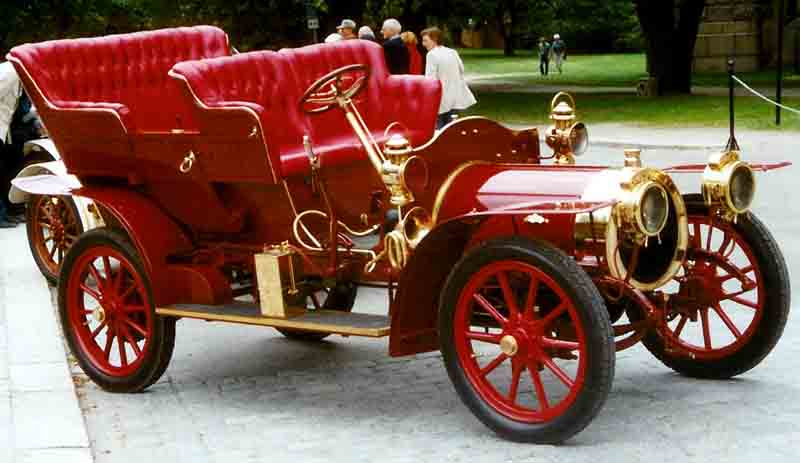
Een Cottereau in de tijd dat de firma nog auto's fabriceerde.

Cottereau is een Frans historisch merk van auto's en motorfietsen.
De bedrijfsnaam was: Ateliers et Usines Cottereau et Cie, Dijon.
Cottereau was een van de eerste Franse autofabrieken die vanaf 1903 ook motorfietsen met Amstutz-, De Dion-Bouton-, Minerva-, Peugeot- en eigen motorblokken maakte. In 1911 veranderde de autofabriek haar naam in CID. De motorfietsentak ging waarschijnlijk zelfstandig verder, maar was aan het begin van de jaren twintig eigendom geworden van Alfred Vurpillot, die ook de merken Magnat-Debon en Terrot bezat.